# Alianza del 14 de marzo
La Alianza del 14 de marzo es una coalición política del Líbano formada por partidos de la corriente antisiria, liderado por Samir Geagea. La alianza toma su nombre de la fecha en que se produjo la llamada revolución de los cedros, tras el asesinato de este. Fue la coalición de gobierno en las elecciones generales del Líbano de 2005, habiendo revalidado su título en las de 2009 frente a la Alianza del 8 de marzo. En enero de 2011, Hezbolá consiguió derrocar al Gobierno con la renuncia de sus 10 ministros y el apoyo de los drusos, permitiendo el nombramiento del suní Najib Mikati, el 5 de junio de 2011, consiguiendo modificar el equilibrio de fuerzas, pasando a gobernar la alianza del 8 de marzo, favorable a las tesis del actual Gobierno sirio de Bashar al-Assad.
Los principales partidos que la forman son el Movimiento del Futuro, liderado por el propio Saad Hariri y apoyado principalmente por la población suní; el Partido Socialista Progresista, principalmente druso y las Fuerzas Libanesas, principalmente cristianas maronitas.

## Resultado en las elecciones de 2009
| Alanzas                 | Escaños | Porcentaje | Votos    | Partidos                                                            | Escaños |
| ----------------------- | ------- | ---------- | -------- | ------------------------------------------------------------------- | ------- |
| Alianza del 14 de marzo | 71      | <45%       | ≈700,000 | Movimiento del Futuro (Tayyar Al Mustaqbal)                         | 28      |
| Alianza del 14 de marzo | 71      | <45%       | ≈700,000 | Partido Socialista Progresista (Hizb al-Taqadummi al-Ishtiraki)     | 11      |
| Alianza del 14 de marzo | 71      | <45%       | ≈700,000 | Independientes del 14 de marzo                                      | 11      |
| Alianza del 14 de marzo | 71      | <45%       | ≈700,000 | Fuerzas Libanesas (al-Quwāt al-Lubnāniyya)                          | 8       |
| Alianza del 14 de marzo | 71      | <45%       | ≈700,000 | Partido Kataeb (Hizb al-Kataeb)                                     | 5       |
| Alianza del 14 de marzo | 71      | <45%       | ≈700,000 | Partido Hunchak                                                     | 2       |
| Alianza del 14 de marzo | 71      | <45%       | ≈700,000 | Grupo Islámico (Jamaa al-Islamiya)                                  | 1       |
| Alianza del 14 de marzo | 71      | <45%       | ≈700,000 | Partido Democrático Liberal Armenio                                 | 1       |
| Alianza del 14 de marzo | 71      | <45%       | ≈700,000 | Movimiento Democrático de Izquierda (ĥarakatu-l-yasāri-d-dimuqrātī) | 1       |
| Alianza del 14 de marzo | 71      | <45%       | ≈700,000 | Partido Liberal Nacional (Hizbu-l-waTaniyyīni-l-aHrār)              | 1       |